# 紫花短筒苣苔
紫花短筒苣苔（学名：Boeica guileana）为苦苣苔科短筒苣苔属下的一个种。

## 扩展阅读
維基物種上的相關：紫花短筒苣苔